# 空中發射

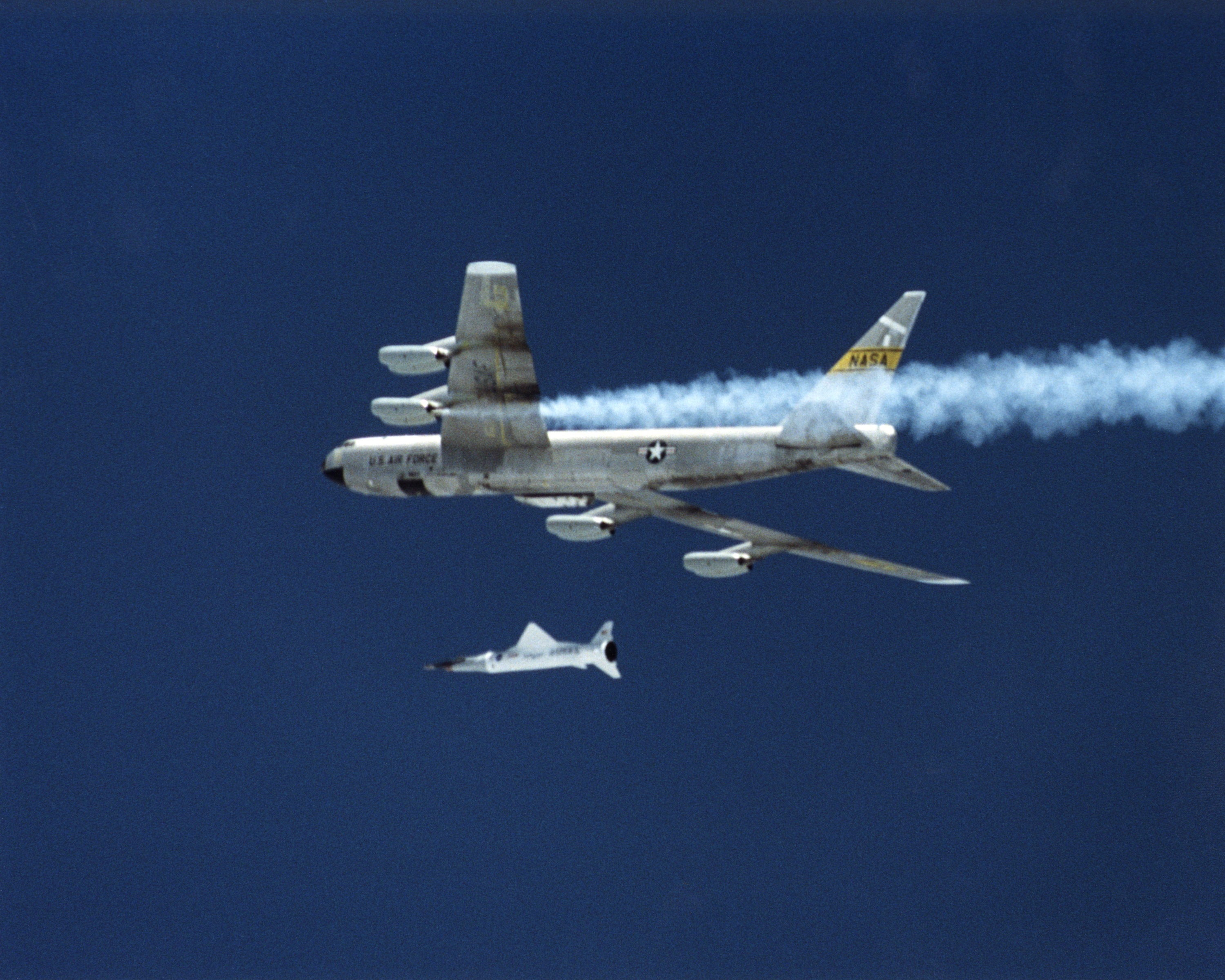
NASA NB-52发射X-43

空中发射是指从已升空的飞机上投擲火箭、导弹、寄生机等行為。寄生机或导弹往往被塞在要起飛的飛機的机翼下，然后飛機在飞行時將它們投出，也可以将其存放在弹舱内。与地面发射相比，空中发射有几个优势，它可以让寄生机的高度提升，同时也节省了寄生机自行起飞時所需的燃料。